# The Blueprint²: The Gift and The Curse
Pour les articles homonymes, voir Blueprint (homonymie).
Albums de Jay-Z
The Best of Both Worlds
(2002) Blueprint 2.1
(2004)
Singles
1. '03 Bonnie & Clyde
Sortie : 24 octobre 2002
2. Hovi Baby
Sortie : 17 décembre 2002
3. Excuse Me Miss
Sortie : 4 février 2003

The Blueprint²: The Gift and The Curse est le septième album studio du rappeur américain Jay-Z, sorti le 12 novembre 2002.
Il s'agit d'un double album qui comporte 25 pistes. En raison des critiques et du peu de succès commercial, une version condensée, Blueprint 2.1, sort en avril 2003. L'album s'est finalement vendu à trois millions d'exemplaires aux États-Unis et a été certifié triple disque de platine par la RIAA.
The Blueprint² fait suite à l'album à succès The Blueprint (2001). Il sera suivi par The Blueprint 3 (2009).
En décembre 2013, Jay-Z fait une rétrospective de sa carrière et établit un classement de ses propres albums studio : il classe The Blueprint²: The Gift and The Curse à la 11e place sur 12, en précisant qu'il y a « trop de morceaux ».

## Critique
L'album reçoit globalement des critiques plutôt négatives. Sur Metacritic, qui compile plusieurs publications mainstream, The Blueprint²: The Gift and The Curse obtient une moyenne de 64⁄100, pour 19 critiques.
Dans sa critique parue dans The A.V. Club, Nathan Rabin pense que l'album « a trop loin mais est étonnamment solide » avec un premier intelligent de pop-rap et un second « plus sombre et plus irrégulier ». Dans Rolling Stone, Christian Hoard déclare queThe Blueprint 2 est le nouvel album « de la voix la plus fiable du Hip-Hop » mais sent que le flow du rappeur est plus impressionnant que la production et regrette notamment des « samples de R'n'B oubliables ». Sur AllMusic, John Bush pense que Jay-Z a fait ici de très bonnes chansons mais que cela n'est pas le cas de la totalité du double album, qui n'est pas aussi consistant que ses précédents opus. Soren Baker du Chicago Tribune est quant à lui plus critique et pense que Jay-Z ne fait que retravailler la musique d'autres rappeurs, notamment sur A Dream, '03 Bonnie & Clyde et The Watcher 2 sans imagination, et que le reste de l'album manque cruellement de son enthousiasme habituel. Dans son guide paru dans Village Voice, Robert Christgau classe U Don't Know (Remix) et Poppin' Tags comme les meilleures chansons de l'album, mais est assez surpris que l'artiste utilise le sample de My Way de Paul Anka (pour I Did It My Way) car il n'a pas eu l'autorisation d'avoir les droits de la version de Frank Sinatra.
Rollie Pemberton est assez enthousiaste dans sa critique pour Pitchfork et met en avant le style inflexible du rappeur. Dans le magazine Billboard, on peut lire que c'est « le plus ambitieux et le mieux réalisé de sa carrière ». Dans Q, on peut lire que cet opus surpasse le précédent.
Dans le journal français Les Inrockuptibles, on peut notamment lire que c'est un « double album sans répit et multicarte, histoire d’anéantir toute concurrence » avec « les producteurs les plus en vue du moment (Kanye West, Timbaland, Neptunes, Just Blaze), une armada d’invités (sa douce Beyonce, Rakim, Pharrell Williams, Sean Paul, Lenny Kravitz) ». On peut aussi lire « avec son bagout et son charisme incontestable, Jay-Z continue de piétiner toutes les plates-bandes, du funky d’Earth, Wind & Fire (As One) aux redoutables séductions West Coast d’un Dr. Dre ».

## Liste des titres
| 1.  | A Dream (featuring Faith Evans & The Notorious B.I.G.)      | Kanye West               | 4:12 |
| 2.  | Hovi Baby                                                   | Just Blaze               | 4:21 |
| 3.  | The Watcher 2 (featuring Dr. Dre, Rakim & Truth Hurts)      | Dr. Dre                  | 5:57 |
| 4.  | '03 Bonnie & Clyde (featuring Beyoncé)                      | Kanye West               | 3:25 |
| 5.  | Excuse Me Miss (featuring Pharrell)                         | The Neptunes             | 4:41 |
| 6.  | What They Gonna Do (featuring Sean Paul & Michael W. Smith) | Timbaland                | 4:53 |
| 7.  | All Around the World (featuring LaToiya Williams)           | No I.D.                  | 3:52 |
| 8.  | Poppin' Tags (featuring Big Boi, Killer Mike & Twista)      | Kanye West               | 6:00 |
| 9.  | Fuck All Nite (featuring Pharrell)                          | The Neptunes             | 4:19 |
| 10. | The Bounce (featuring Kanye West)                           | Timbaland                | 4:18 |
| 11. | I Did It My Way                                             | Jimi Kendrick, Big Chuck | 3:42 |

| 1.  | Diamond Is Forever                                                                                      | Big Chuck, Ron Feemster | 3:55 |
| 2.  | Guns & Roses (featuring Lenny Kravitz)                                                                  | Heavy D                 | 4:25 |
| 3.  | U Don't Know (remix) (featuring M.O.P.)                                                                 | Just Blaze              | 4:27 |
| 4.  | Meet the Parents                                                                                        | Just Blaze              | 4:58 |
| 5.  | Some How Some Way (featuring Beanie Sigel & Scarface)                                                   | Just Blaze              | 5:37 |
| 6.  | Some People Hate                                                                                        | Kanye West              | 4:31 |
| 7.  | Blueprint²                                                                                              | Charlemagne             | 4:49 |
| 8.  | Nigga Please (featuring Young Chris)                                                                    | The Neptunes            | 4:38 |
| 9.  | 2 Many Hoes                                                                                             | Timbaland               | 3:34 |
| 10. | As One (featuring Memphis Bleek, Beanie Sigel, Freeway, Young Gunz, Peedi Crakk, Omillio Sparks & Rell) | Just Blaze              | 3:48 |
| 11. | A Ballad for the Fallen Soldier (featuring Marc Dorsey)                                                 | The Neptunes            | 4:42 |

| 12. | Show You How               | Just Blaze             | 2:58 |
| 13. | Bitches & Sisters          | Just Blaze             | 2:38 |
| 14. | What They Gonna Do Part II | Darrell "Digga" Branch | 3:47 |

## Samples
| A Dream - Juicy de The Notorious B.I.G. Hovi Baby - Diggin' On You de TLC '03 Bonnie & Clyde - Me And My Girlfriend de 2Pac - If I Was Your Girlfriend de Prince (interpolation) All Around the World - Sadie de B. Hawes (interpolation) - Theme From The Black Hole de George Clinton - Children Get Together d'Ed Hawkins - Same Song de Digital Underground Poppin' Tags - After All de The Marvelettes I Did It My Way - My Way de Paul Anka (reprise anglo-saxonne de Comme d'habitude de Claude François) Fuck All Nite - U Don't Have To Call d'Usher (interpolation) | Guns & Roses - Arco Arena de Cake U Don't Know (remix) - I'm Not To Blame de Bobby Byrd Some How Some Way - Castles Of Sand de Jermaine Jackson Blueprint² - The Ecstasy of Gold d'Ennio Morricone As One - Fantasy d'Earth, Wind and Fire Bitches & Sisters - When Something Is Wrong With My Baby de Kim Weston - A Bitch Iz a Bitch de N.W.A. Some People Hate - A Word Called Love de Brenda Russell |

## Classements et certifications
| Pays et classement (2002)           | Meilleure position |
| ----------------------------------- | ------------------ |
| Canada (Canadian Albums)            | 8                  |
| Pays-Bas (Mega Album Top 100)       | 66                 |
| France (SNEP)                       | 79                 |
| Allemagne (Media Control AG)        | 61                 |
| Nouvelle-Zélande (RIANZ)            | 49                 |
| Suisse (Schweizer Hitparade)        | 52                 |
| Royaume-Uni (UK Albums Chart)       | 23                 |
| États-Unis (Billboard 200)          | 1                  |
| États-Unis (Top R&B/Hip-Hop Albums) | 1                  |

| Année | Titre              | Classement et position | Classement et position | Classement et position | Classement et position |
| Année | Titre              | Billboard Hot 100      | Hot R&B/Hip-Hop Songs  | Hot Rap Singles        |                        |
| 2002  | '03 Bonnie & Clyde | 4                      | 5                      | 2                      |                        |
| 2002  | Hovi Baby          | -                      | 76                     | -                      |                        |
| 2003  | Excuse Me Miss     | 8                      | 1                      | 2                      |                        |

| Région                                                                                                 | Certification | Ventes/Streams |
| --- | ------------- | -------------- |
| Canada (Music Canada)                                                                                  | 2 × Platine   | 0^             |
| Royaume-Uni (BPI)                                                                                      | Or            | 100 000^       |
| États-Unis (RIAA)                                                                                      | 3 × Platine   | 1 000 000^     |
| *Ventes selon la certification ^Mise en rayon selon la certification xNon précisé par la certification |               |                |